# Guingalé
Guingalé est un village situé dans le département de Bagré de la province du Boulgou dans la région Centre-Est au Burkina Faso.

## Démographie
| 2003  | 2006  | 2012 |
| ----- | ----- | ---- |
| 1 076 | 1 166 | -    |

## Santé et éducation
Guingalé accueille un centre de santé et de promotion sociale (CSPS) tandis que le centre hospitalier régional (CHR) se trouve à Tenkodogo.
Le village possède une école primaire publique.